# Козацьке (зупинний пункт)
Коза́цьке — пасажирський залізничний зупинний пункт Сумської дирекції Південної залізниці на лінії Боромля — Кириківка між станціями Бакирівка (7 км) та Кириківка (2 км). Розташований у смт Кириківка Охтирського району Сумської області.

## Пасажирське сполучення
На платформі зупиняються приміські поїзди до станцій Охтирка, Ворожба, Люботин, Суми, Харків-Пасажирський тощо.